# Scottish Division One 1907-1908
La Scottish Division One 1907-1908 è stata la 18ª edizione della massima serie del campionato scozzese di calcio, disputato tra il 15 agosto 1907 e il 30 aprile 1908 e concluso con la vittoria del Celtic al suo ottavo titolo, il quarto consecutivo.
Capocannoniere del torneo è stato John Simpson (Falkirk) con 32 reti.

## Stagione
Parteciparono al campionato le stesse squadre della precedente stagione.
Il Celtic conquistò il titolo alla penultima giornata pareggiando 1-1 sul campo del Falkirk, suo più immediato inseguitore.

## Classifica finale
Fonte:
|       | Pos. | Squadra               | Pt | G  | V  | N  | P  | GF  | GS |
| ----- | ---- | --------------------- | -- | -- | -- | -- | -- | --- | -- |
|       | 1.   | Celtic                | 55 | 34 | 24 | 7  | 3  | 86  | 27 |
|       | 2.   | Falkirk               | 51 | 34 | 22 | 7  | 5  | 103 | 42 |
|       | 3.   | Rangers               | 50 | 34 | 21 | 8  | 5  | 74  | 40 |
|       | 4.   | Dundee                | 48 | 34 | 20 | 8  | 6  | 71  | 28 |
|       | 5.   | Hibernian             | 42 | 34 | 17 | 8  | 9  | 55  | 42 |
|       | 6.   | Airdrieonians         | 41 | 34 | 18 | 5  | 11 | 58  | 41 |
|       | 7.   | St. Mirren            | 36 | 34 | 13 | 10 | 11 | 50  | 59 |
|       | 8.   | Aberdeen              | 35 | 34 | 13 | 9  | 12 | 45  | 44 |
|       | 9.   | Third Lanark          | 33 | 34 | 13 | 7  | 14 | 45  | 50 |
|       | 10.  | Motherwell            | 31 | 34 | 12 | 7  | 15 | 61  | 53 |
|       | 11.  | Hamilton Academical   | 28 | 34 | 10 | 8  | 16 | 55  | 65 |
|       | 11.  | Hearts                | 28 | 34 | 11 | 6  | 17 | 50  | 62 |
|       | 13.  | Morton                | 27 | 34 | 9  | 9  | 16 | 43  | 66 |
|       | 14.  | Partick Thistle       | 25 | 34 | 8  | 9  | 17 | 43  | 69 |
|       | 14.  | Kilmarnock            | 25 | 34 | 6  | 13 | 15 | 38  | 61 |
|       | 16.  | Queen's Park          | 22 | 34 | 7  | 8  | 19 | 54  | 84 |
| [ 3 ] | 17.  | Clyde                 | 18 | 34 | 5  | 8  | 21 | 38  | 75 |
| [ 3 ] | 18.  | Port Glasgow Athletic | 17 | 34 | 5  | 7  | 22 | 39  | 98 |

Legenda:
      Campione di Scozia.
Regolamento:
Due punti a vittoria, uno a pareggio, zero a sconfitta.
Vigeva il pari merito. In caso di arrivo a pari punti per l'assegnazione del titolo o per i posti destinati alla rielezione automatica era previsto uno spareggio.
Note:
Il Clyde e il Port Glasgow Athletic furono rieletti per la stagione successiva.